# Andonia Sterjiu
Andonia Sterjiu (gr. Αντωνία Στεργίου, ur. 7 lipca 1985 w Sarandzie) – grecka lekkoatletka specjalizująca się w skoku wzwyż. Uczestniczka Igrzysk Olimpijskich 2012 w Londynie.

## Kariera
Zajęła 7. miejsce na Mistrzostwach Świata Juniorów w 2004 roku. W 2007 roku na Mistrzostwach Europy U23 w Debreczynie zdobyła srebrny medal skacząc na wysokość 192 cm. Dwukrotnie na Igrzyskach Śródziemnomorskich (w 2009 i 2013 roku) zdobyła brązowy medal. W 2009 jej wynik wyniósł 189 cm, w 2013 był on o centymetr wyższy. W konkursie skoku wzwyż na Igrzyskach w Londynie skoczyła na wysokość 193 cm, co dało jej 13. miejsce niepremiowane wejściem do fazy finałowej.
Jej rekord życiowy wynosi 197 cm.

## Źródła
- http://web.archive.org/web/20170309072358/http://www.all-athletics.com/node/127320
- http://www.diamondleague.com/athletes/14280919.html